# Kosavampatti
Kosavampatti es una ciudad censal situada en el distrito de Namakkal en el estado de Tamil Nadu (India). Su población es de 10356 habitantes (2011). Se encuentra a 4 km de Namakkal y a 55 km de Salem.

## Demografía
Según el censo de 2011 la población de Kosavampatti era de 10356 habitantes, de los cuales 5168 eran hombres y 5188 eran mujeres. Kosavampatti tiene una tasa media de alfabetización del 83,18%, superior a la media estatal del 80,09%: la alfabetización masculina es del 89,90%, y la alfabetización femenina del 76,50%.